# 社会福祉の年表
社会福祉の年表（しゃかいふくしのねんぴょう）では、社会福祉の年表を取り扱う。
法律について特に記述のない場合、制定年を表す。

## 16世紀以前
| 年         | 日本 | 日本国外 |
| ---------- | --- | --- |
| 紀元前     | | - 中国春秋戦国時代：『管子』。「九恵の教」として、老人、児童、孤児、障害者、未亡人、病人、貧者、被災者への救済を説く。 - 中国春秋戦国時代：『礼記』。孔子の「大同社会」思想。 - 中国春秋戦国時代：『墨子』。墨子の「兼愛交利」思想。 - 越：勾践が人口増加政策を実施。 - 魏：李克の平糴法。穀物価格の安定化を図る。 - 中国春秋戦国時代：通糴制度。諸国で穀物を融通。 - 前漢：紀元前200年、劉邦が国民の出産時に2年間免税する詔令を出す。 - 前漢：紀元前54年、耿寿昌が常平倉制度を創設。穀物価格の安定化を図る。 - 前漢：紀元前22年、70歳に達した高齢者に鳩杖を下賜し優遇する制度（「王杖十簡」）。 |
| 85         | | - 後漢：章帝、胎養令。 |
| 87         | | - 後漢：章帝、養老に関する詔令。 |
| 5世紀末頃  | | - 斉：蕭長懋が六疾館を置き、窮民を養う。 |
| 521        | | - 梁：蕭衍が建康に孤独園を置き、孤児・老人を収容。 |
| 585        | | - 隋：長孫平の上奏により義倉が設置される。 |
| 593        | - 聖徳太子により四個院（施薬院、悲田院、敬田院、療病院）が設置される。（なお、大阪市天王寺区にある勝鬘院愛染堂が「施薬院」跡、四天王寺病院（設置主体 四天王寺福祉事業団）が施薬療病院、として継承されている。）       | |
| 701 - 704  | | - 唐：仏教寺院が展開していた悲田院（悲田坊）に対し、長安年間に武則天が役人を置く。 |
| 723        | - 興福寺に施薬院と悲田院が設置される。 | |
| 730        | - 皇后宮職下に施薬院が設置される。 | |
| 845        | | - 唐：悲田院が会昌の廃仏に伴い仏教と切り離され、悲田養病坊となる。 |
| 960 - 1279 | | - 宋：広恵倉が設置される。被災者・貧困者の救済。 - 宋：挙子倉が設置される。貧困家庭の子育ての支援。 - 宋：福田院が設置される。悲田院の後継。 - 宋：民間施設として、居養院（身寄りのない者など困窮者の収容施設）、安済坊（病人の収容施設）、養済院（居養院と安済坊の機能を持つ施設）、恵民薬局（薬の販売所）、漏澤園（貧民用の公設墓地）が設置される。 - 宋：1069年、青苗法施行。常平倉・広恵倉に備蓄された穀物を基にした金銭の貸付制度。 - 南宋：董煟『救荒活民書』。過去の救荒政策をまとめ、自身の考案した政策を提唱。                                                                          |
| 1130年代   | | - イギリス：Hospital of St. Cross設立。現存する最古の救貧院。 |
| 1250年頃   | - 真言律宗僧侶の叡尊・忍性が鎌倉幕府の有力者の後援の元、貧民やハンセン病患者への支援を行う。北山十八間戸、極楽寺が創設された。 - 時宗の一遍が踊念仏を始める。民衆（下人や非人も含む）も盛んに参加したのと記録が残る。 | |
| 1271       | | - 元：クビライが鰥寡孤独の者や障害で生活できない者を収容し食料等を支給する命令を下す。 それらの人々は養済院に収容された。 |
| 1279       | | - 元：全国に安楽堂が設置される。病人に医療を、飢餓者に食料を提供し、死者は埋葬した。 |
| 1230年頃   | - 琵琶法師で視覚障害者の明石覚一が室町幕府有力者の庇護を受けて、自分の屋敷に当道座を設立。明治時代初期まで続く検校制度を確立した。                                                                                    | |
| 1370       | | - 明：恵民薬局が設置される。 |
| 1374       | | - 明：養済院・漏澤園が設置される。 |
| 1386       | | - 明：朱元璋が養老之政を制定。長寿者への食糧や生活用品の支給制度。 |
| 1389       | | - 明：『大明律直解』。鰥寡孤独の者を政府が収容し養護すると規定。 |
| 1531       | | - イギリス：ヘンリー8世の救貧令。労働不能貧民には物乞いの許可を与え、労働可能なのに働かない貧民には鞭打ち刑を与える。 |
| 1536       | | - イギリス：ヘンリー8世、救貧法。救貧令の成文化。 |
| 1557年     | - イエズス会のルイス・デ・アルメイダが大友宗麟に願って土地をもらいうけて、大分に日本初の西洋医学に基づく病院を設立した。                                                                                              | |
| 1575       | | - イギリス：ブライドウェル懲治場を設置し、労働可能貧民を強制労働させる。 |
| 1590       | | - 明：楊東明が虞城県で同善会を創設。地方名士による民間福祉組織。以後、中国各地で同善会が創設される。 |
| 1597       | | - イギリス：1597年救貧法。ワークハウス（授産施設型の救貧院）の起源。 |
| 1600頃     | | - 明：善会・善堂（民間運営の慈善団体とその施設）による「善挙」が始まる。 |

## 17世紀
| 年     | 日本 | 日本国外 |
| ------ | --- | --- |
| 1601   | | - イギリス：エリザベス救貧法。国家単位での救貧制度。近代社会福祉制度のはじまり。救貧税を財源とし、労働意欲のない労働可能貧民は懲治院で強制労働させ、労働意欲のある労働可能貧民や労働不能貧民は救貧院に収容。 |
| 1662   | | - 清：北京で育嬰堂が創設される。捨て子の養育事業を実施。 |
| 1663年 | - 会津藩の保科正之が領内において、領民が対象となる現代における老齢年金制度に近い制度を創設した。                                                                                                  | |
| 1693年 | - 検校の杉山和一鍼・按摩技術の取得教育を主眼とした世界初の視覚障害者教育施設とされる「杉山流鍼治導引稽古所」を江戸本所で開設した。杉山が鍼医として仕えた江戸幕府第5代将軍徳川綱吉の支援を受けた。 | |

## 18世紀
| 年   | 日本                                                           | 日本国外 |
| ---- | -------------------------------------------------------------- | --- |
| 1722 | - 小石川養生所が設置される。無料の医療施設。                   | - イギリス：ワークハウス・テスト法（ナッチブル法）。貧民の救済申請を抑制するためワークハウスでの労働意欲テストを貧民に課し、テストを拒否する者は救済せず。   |
| 1776 |                                                                | - アメリカ：バージニア権利章典。 |
| 1782 |                                                                | - イギリス：ギルバート法。救貧院には老人と病人のみを収容し、健常な貧民は院外で就労させ、労働の意志のない者は懲治院に収容することとした。救貧法の人道主義化。 |
| 1789 |                                                                | - フランス：人間と市民の権利の宣言（フランス人権宣言）。 |
| 1790 | - 江戸石川島に犯罪者の自立支援施設として人足寄場が設置される。 | |
| 1792 | - 松平定信により、七分積金が設立される。                       | |
| 1793 |                                                                | - イギリス：ローズ法。労働者の互助による民間保険「友愛組合」の設立を奨励。                                                                                   |
| 1795 |                                                                | - イギリス：スピーナムランド制度が始まる。賃金収入が基本生活費に満たない貧民に差額を補填した。                                                               |
| 1798 |                                                                | - イギリス：マルサス『人口論』。人口抑制による貧困対策論に影響を与える。                                                                                     |

## 19世紀
| 年     | 日本 | 日本国外 |
| ------ | --- | --- |
| 1800   | | - イギリス：貧民学校が自然発生的に生まれる。 |
| 1802年 | - 米沢藩の莅戸善政が飢饉救済の手引書「かてもの」を書き、米沢藩の前藩主上杉治憲の命によって刊行された。 | |
| 1819   | | - イギリス：トーマス・チャーマーズが隣友運動を開始。 |
| 1821   | | - アメリカ：クインシー・レポート。救貧対策の実態を報告。 |
| 1824   | | - アメリカ：イェーツ・レポート。救貧対策の実態を報告。救貧院による院内救済を中心とする救貧対策を提起。 |
| 1833   | | - イギリス：工場法。 |
| 1834   | | - イギリス：新救貧法。労働可能貧民の院外救済を禁止しワークハウスに収容。院内での処遇は最下級の労働者以下とした（劣等処遇の原則）。                                                                                   |
| 1838年 | - 農政学者の大原幽学が下総国にて先祖株組合を設立した。農協などの協同組合の歴史の嚆矢とされる。 | |
| 1837   | | - ドイツ：フリードリヒ・フレーベルが「児童のための作業教育所」を設立。のち1840年にKindergartenと改名。世界初の幼稚園とされる。                                                                                       |
| 1844   | | - イギリス：ロッチデール先駆者協同組合設立。最初の生活協同組合。 - イギリス：キリスト教青年会（YMCA）設立。 |
| 1845   | | - イギリス：月狂条例。精神障害者の収監を規定。 |
| 1848   | | - カール・マルクス、フリードリヒ・エンゲルス『共産党宣言』。 - アメリカ：白痴学校の開設が始まる。 |
| 1852   | | - ドイツ：エルバーフェルト市において、エルバーフェルト制度が制定される。ボランティアの委員を配置し貧困者の訪問調査と救済を行った。 - アメリカ：マサチューセッツ州が義務教育法を制定。                                |
| 1858年 | - 緒方洪庵がオットー・モーニッケが輸入して京都に伝わっていた痘苗を得、1849年に古手町（現・大阪市中央区道修町4丁目）に「除痘館」を開き、牛痘種痘法による切痘を始めた。1858年に洪庵の天然痘予防の活動を江戸幕府が公認し、牛痘種痘を免許制とした。                                                       | |
| 1865   | | - イギリス：ウィリアム・ブースが救世軍を設立。 |
| 1865   | | - カール・マルクス『資本論』。 |
| 1869   | | - イギリス：ロンドンに慈善組織協会（COS）が設立される。救済に値するとした貧民のみを慈善の対象とし、友愛訪問員が活動。ソーシャルワークの起源。                                                                        |
| 1870   | | - イギリス：初等教育法。教育施設が不十分な地域に公費による公立学校の設立を義務付ける。 - イギリス：トーマス・ジョン・バーナードが孤児院であるバーナード・ホームを設立。                                              |
| 1872   | - 東京府養育院が設立される。（1874年からは渋沢栄一が運営に参加、のちに事務長、院長を務める。） - 学制発布。 | |
| 1873   | - 小野太三郎が金沢に小野救養所（のちの小野慈善院、社会福祉法人陽風園）を設立。 | - アメリカ：セントルイスにアメリカ初の公立幼稚園が設置される。 |
| 1874   | - 恤救規則の布達。日本初の統一的な救貧法。 - 子守学校の開設が始まる。 | |
| 1875   | - 海軍退隠令。 - 陸軍武官傷痍扶助及ヒ死亡ノ者祭粢並ニ其家族扶助概則。 | |
| 1876   | - 東京女子師範学校附属幼稚園が開設される。日本初の幼稚園。 | |
| 1877   | | - アメリカ：バッファローにアメリカ初の慈善組織協会（COS）が設立される。 |
| 1878   | - 京都盲唖院設立。日本初の盲学校。 | - ドイツ：社会主義者鎮圧法。労働運動を抑圧。 |
| 1880   | - 備荒儲蓄法。組織的な被災者救済制度。 | |
| 1882   | - 文部省が従来の幼稚園とは別種の貧民層の幼児向けの保育施設として、簡易幼稚園の設置を奨励。 | |
| 1883   | - 文官恩給令。 | - ドイツ：疾病保険法。世界初の社会保険制度、公的医療保険制度。ビスマルク政権による飴と鞭政策。 |
| 1884   | | - イギリス：フェビアン協会が設立される。 - イギリス：サミュエル・バーネットがアーノルド・トインビーの遺志を継ぎロンドンにトインビー・ホールを設立。世界最初のセツルメント。 - ドイツ：災害保険法。世界初の労災保険。 |
| 1886   | - 矢嶋楫子が東京婦人矯風会を設立。禁酒運動、公娼制度廃止運動を行う。 | - アメリカ：スタントン・コイトがニューヨークにネイバーフッド・ギルドを設立。アメリカ初のセツルメント。 - イギリス：チャールズ・ブースがロンドンで貧困調査を開始。                                                    |
| 1887   | - 石井十次が岡山孤児院を設立。 | |
| 1889   | | - アメリカ：ジェーン・アダムズとエレン・ゲイツ・スターがシカゴにハルハウスを設立。当時世界最大のセツルメント。 - ドイツ：老齢廃疾保険法。老齢年金。 - イギリス：児童虐待防止及び保護法。                             |
| 1890   | - 軍人恩給法。 - 新潟静修学校が設立される。初等・中等教育事業と同時に、幼児保育事業も実施。日本初の保育所。 | |
| 1891   | - アリス・ペティ・アダムスが岡山に日曜学校を開校。 - 石井亮一が知的障害児教育施設滝乃川学園の前身である聖三一孤女学院を設立。 | |
| 1892   | - 女子高等師範学校附属幼稚園に保育料無料の分室が設置される。簡易幼稚園普及のためのモデルケース。 - 瓜生岩子が福島瓜生会を設立した。これがのちの福島育児院となる。 | |
| 1895   | - 救世軍が日本での活動を開始。日本人最初の救世軍士官は山室軍平。 | - イギリス：ロンドンのロイヤル・フリー・ホスピタル（王立施療病院）にアーモナーが配置される。医療ソーシャルワーカーの起源。                                                                                           |
| 1897   | - 片山潜が東京にキングスレー館を設立。日本で最初のセツルメント。 | - メアリー・リッチモンドが全米慈善・矯正会議において「応用博愛事業学校の必要性」を講演。 |
| 1898   | | - ニューヨーク慈善組織協会がソーシャルワーク夏期講習を開始。 |
| 1899   | - 留岡幸助が東京・巣鴨に家庭学校（感化院）を設立。不良少年に対する感化教育を行う。 - 横山源之助『日本之下層社会』。 - 罹災者救助基金法。 - 行旅病人及行旅死亡人取扱法。 | - イギリス：シーボーム・ラウントリーがヨーク市で貧困調査を始める。のちに『貧困：都市生活の研究』を刊行。 |
| 1900   | - 野口幽香が二葉幼稚園を設立。貧困児童の保育施設。 - 精神病者監護法。精神病者の私宅監置（いわゆる座敷牢）を義務付けた。 - 感化法。不良少年に対する感化教育の法制化。満8歳以上16歳未満が対象。 - 未成年者喫煙禁止法（現・二十歳未満ノ者ノ喫煙ノ禁止ニ関スル法律）。 - 第三次小学校令。義務教育無償化。 | |

## 20世紀

### 第二次世界大戦前
| 年   | 日本 | 日本国外 |
| ---- | --- | --- |
| 1902 | - 不良住宅地区改良法。スラム対策。住宅地区改良事業の始まり。 | - イギリス：チャールズ・ブース『ロンドン民衆の生活と労働』。ロンドン市民の約30%が貧困線以下にあることを明らかにし、貧困の原因は個人の習慣ではなく雇用・環境にあることを示した。          |
| 1903 | - 農商務省『職工事情』。 | |
| 1904 | - 日露戦争勃発。 - 下士兵卒家族救助令。 | - アメリカ：ニューヨーク博愛事業学校設立。アメリカ初のソーシャルワークの学校。（のちのColumbia University School of Social Work）                                                        |
| 1905 | - 鐘紡共済組合が設立される。日本最初の被用者保険。 | - アメリカ：医師リチャード・キャボットがマサチューセッツ総合病院で医療ソーシャルワークを提唱し、ボランティアスタッフとともに事業を開始。翌年、同病院にソーシャルワーク部門が創設される。 |
| 1908 | - 戊申詔書が渙発される。これを契機に地方改良事業が本格化する。 - 中央慈善協会が設立される。のちの全国社会福祉協議会。 | |
| 1909 | - 井上友一『救済制度要義』。 | - アメリカ：第1回ホワイトハウス会議（児童福祉白亜館会議）。 |
| 1911 | - 明治天皇の済生勅語により済生会が創設される。 | - イギリス：国民保険法。健康保険と失業保険を制定。世界最初の失業保険制度。 |
| 1914 | - 留岡幸助が北海道遠軽町に北海道家庭学校を設立。 | |
| 1915 | | - アメリカ：エブラハム・フレックスナーが講演「ソーシャルワークは専門職か？」を行い、専門職の6つの基準を提示。ソーシャルワークは未だ専門職ではないとした。                                |
| 1916 | - 工場法施行。12歳未満の就業を禁止。 - 河上肇が「貧乏物語」を大阪朝日新聞に連載。 | |
| 1917 | - 岡山県知事笠井信一が済世顧問制度を制定。 - 軍事救護法。下士兵卒の傷病兵本人、下士兵卒・傷病兵の家族／遺族が対象。 | - ロシア革命。 - アメリカ：メアリー・リッチモンド『社会診断』。 |
| 1918 | - 米騒動。 - 大阪府知事林市蔵が小河滋次郎とともに方面委員制度を制定。 | |
| 1919 | - 精神病院法。 - 長谷川良信がマハヤナ学園を設立。『社会事業とは何ぞや』を刊行。 - 大阪市が鶴町第一託児所、桜ノ宮託児所を開設。日本初の公立託児所。 | - パリ講和会議にて日本の人種的差別撤廃提案が否決される。 |
| 1920 | - 賀川豊彦『死線を越えて』。 - このころ、神戸の生協では女性による「家庭会」が開かれはじめている。永谷晴子はこの動きを拡大し、後には家事代行サービスのグループ ｢四ツ葉会｣ や経済的な自立を目指す女性たちが結成した「婦人共栄会」の立ち上げを主導した。                       | |
| 1921 | - 職業紹介法。 | |
| 1922 | - 全国水平社結成。 - 健康保険法制定。工場・鉱山等、一部の被雇用者のみを対象とする公的医療保険。関東大震災の影響で施行は1927年まで延期。 - 少年法（旧）。不良少年に対する刑事政策と児童保護政策の分離。 - 未成年者飲酒禁止法（現・二十歳未満ノ者ノ飲酒ノ禁止ニ関スル法律）。 | - イギリス児童救済基金が「世界児童憲章」案を発表。 - アメリカ：メアリー・リッチモンド『ソーシャル・ケースワークとは何か』。                                                              |
| 1923 | - 恩給法。各公務員別に分かれていた恩給制度を統一。 - 生江孝之『社会事業綱要』。社会事業に関する日本で最初の専門概論書とされる。 - 関東大震災。 | - アメリカ：ミルフォード会議（1928年まで毎年開催）。 |
| 1924 | - 同潤会が設立される。 | - 国際連盟が「児童の権利に関するジュネーブ宣言」を採択。 |
| 1925 | - 細井和喜蔵『女工哀史』。 | |
| 1926 | - 幼稚園令。 - 済生会芝病院に社会部が創設される。日本における医療ソーシャルワークの先駆け。 | |
| 1929 | - 生活困窮者への扶助を目的とする救護法を公布。 - 聖路加国際病院に社会事業部が設立され、浅賀ふさが着任。 | - アメリカ：ミルフォード会議報告書『ソーシャルワーク――ジェネリックとスペシフィック』。 - デンマーク：断種に関する法。ヨーロッパ初の断種法。 - 世界恐慌。                                 |
| 1930 | - 昭和恐慌。 | - アメリカ：アメリカ児童憲章。 |
| 1931 | - 労働者災害扶助法。 - 癩予防法。全ハンセン病患者の終身隔離（施設への強制収容）政策の始まり。 - 第一次無癩県運動。 | |
| 1932 | - 救護法施行（1月）。 | - スウェーデン： スウェーデン社会民主労働党政権が「国民の家」を標榜し、福祉国家建設に着手。                                                                                              |
| 1933 | - 少年教護法（感化法からの改正）。 - 児童虐待防止法（旧）。14歳以下の児童が対象。 | - ドイツ：断種法。 |
| 1934 | | - スウェーデン：特定の精神病患者、精神薄弱者、その他の精神的無能力者の不妊化に関する法律。精神障害者、知的障害者に対して強制不妊手術が可能になる。                                       |
| 1935 | | - アメリカ：社会保障法（2種類の社会保険（年金保険と失業保険）、3種類の公的扶助（高齢者扶助、視覚障害者扶助、要扶養児童家庭扶助）、肢体不自由児福祉サービス、児童福祉サービスが創設。     |
| 1936 | - 方面委員令。方面委員制度が全国統一化。 - 退職積立金及退職手当法。 | |
| 1937 | - 日中戦争勃発。 - 軍事扶助法。軍事救護法から扶助対象者の範囲を拡大。 - 母子保護法。13歳以下の子を持つ貧困母子家庭を扶助。 - 保健所法（旧）。 | |
| 1938 | - 厚生省創設。 - 国民健康保険法（旧）。市町村・職業単位で任意に設立され任意に加入できる保険組合形式の公的医療保険。健康保険法の対象外であった農民層の救済を企図。 - 社会事業法。                                                                                            | - ニュージーランド：社会保障法。アメリカ社会保障法とは異なり医療保険制度（無料）が含まれ、実質的に世界最初の包括的社会保障制度。                                                         |
| 1939 | - 船員保険法。船員の医療保険と年金保険。社会保険方式による日本初の公的年金制度。 - 職員健康保険法。 | - 第二次世界大戦勃発。 - ドイツ：T4作戦。優生学に基づく安楽死政策。 |
| 1940 | - 国民優生法。遺伝性疾患を持つ患者に対する断種を行う法律。 - 大阪市立思斉学校が設立される。知的障害児を対象とした日本初の学校。 | |
| 1941 | - 太平洋戦争勃発。 - 労働者年金保険法。健康保険法が適用される被用者向けの公的年金制度。 - 医療保護法。貧困者への医療扶助。 | |
| 1942 | - 健兵健民政策。 - 妊産婦手帳制度が始まる。 - 国民医療法。日本医療団が創設される。 | - イギリス：ベヴァリッジ報告書。 |
| 1944 | - 厚生年金保険法（労働者年金保険法の改正）。 | |

### 第二次世界大戦後
| 年   | 日本 | 日本国外 |
| ---- | --- | --- |
| 1945 | - 日本政府が連合国軍に降伏。日本は連合国軍最高司令官総司令部(GHQ)の監督下に置かれ、民主化が進められる。 | - 国際連合憲章。 - 第二次世界大戦終結。 - フランス：ラロック・プラン。戦後の新たな社会秩序構築の一環として策定された社会保障計画。 |
| 1946 | - GHQがSCAPIN-775「社会救済に関する覚書」を指令。公的扶助4原則（無差別平等、公私分離、救済の国家責任、必要な救済を充足）を示す。 - 生活保護法（旧）。扶助は5種類。素行不良者等の保護を認めないという欠格事項が存在。国民に保護請求権を認めず。 - 民生委員令。方面委員から民生委員へ。 - 日本国憲法制定。 - 糸賀一雄らが知的障害児入所教育施設近江学園を設立。 | - イギリス：国民保険法、国民保健サービス法。 - スウェーデン：スウェーデン社会庁報告書でノーマライゼーションの原理が示される。 |
| 1947 | - 児童福祉法。 - 学校教育法。障害児の学校として盲学校・聾学校・養護学校の3種が法制化。養護学校は義務教育機関ではなく、重度・重複障害児は就学猶予・就学免除とされていた。 - 失業保険法。 - 職業安定法。 - 労働者災害補償保険法。 - 婦女に売淫をさせた者等の処罰に関する勅令（昭和22年勅令第9号）。公娼制度の名目的廃止。 - 災害救助法。 - 保健所法（新）。医療ソーシャルワークが取り上げられた日本初の法。 | - ニュルンベルク綱領。 |
| 1948 | - 沢田美喜がエリザベス・サンダースホームを神奈川県に設立。日本人女性と連合国軍兵士との間の混血孤児のための孤児院。 - 優生保護法。遺伝性疾患に加えて、ハンセン病患者や、遺伝性以外の精神病患者、知的障害者の強制的不妊手術が認められた。 - 医療法。 - 民生委員法。 - 大阪に日本初のボランティアセンター「大阪社会事業ボランティーア協会」が設立される。 - GHQの影響のもと、杉並保健所に医療社会事業係として専任の医療ソーシャルワーカーが置かれる。（その後全国のモデル保健所に置かれるが、日本の独立回復とともに消え定着せず。）。 - 茨城県下館町が下館町公安条例を制定。18歳未満の者の外出に保護者同伴を義務付け。青少年保護育成条例の起源。 | - 欧州評議会が欧州人権条約を採択。 |
| 1949 | - 身体障害者福祉法。福祉三法体制が確立。 - 社会保障制度審議会が「生活保護制度の改善強化に関する勧告」を提出。 - GHQが「社会福祉行政に関する6項目」（6項目提案）を示す。そのうちの一つ「自発的に行われる社会福祉活動に関する協議会設置」がのちに社会福祉協議会の設立に繋がる。 - 保良せきが厚生省看護課課長に就任。 | - 第2回世界医師会総会にてジュネーブ宣言が採択される。 - 国際連合が世界人権宣言を採択。 |
| 1950 | - 精神衛生法。私宅監置制度廃止。 - 生活保護法（新）。 - 社会保障制度審議会が「社会保障制度に関する勧告」を提出。国家責任による社会保障制度の確立の必要性が指摘されるとともに、日本の社会保障制度の制度別分類の原型が規定された。 | |
| 1951 | - 児童憲章制定。 - 社会福祉事業法。 - 国民健康保険税の創設。 - 日本社会事業協会、全日本民生委員連盟、同胞援護会の三者合併により中央社会福祉協議会が設立される。のちの全国社会福祉協議会（全社協）。ここからトップダウン式に都道府県社会福祉協議会、市町村社会福祉協議会が順次設立されてゆく。 - 公営住宅法。 | |
| 1953 | - らい予防法。ハンセン病の予防、患者の強制隔離政策を強化。 | |
| 1955 | | - アメリカ：7団体の合併により全米ソーシャルワーカー協会が発足。 |
| 1956 | - 長野県で家庭養護婦派遣事業が始まる。日本におけるホームヘルパーの起源。 - 売春防止法制定。 - 世界保健機関からグエドリン・ベックマンが派遣され、日本の医療ソーシャルワークを視察。「日本における医療社会事業視察計画に関する報告書」にまとめる。 | |
| 1957 | | - アーネスト・グリーンウッド「専門職の属性」。「ソーシャルワークはすでに専門職である」と結論づける。 - フェリックス・ポール・バイステック『ケースワークの原則』。「バイステックの7原則」を提示。 |
| 1958 | - 売春防止法の完全施行に伴い赤線廃止。 - 国民健康保険法（新）制定。 | - アメリカ：ガルブレイス『ゆたかな社会』。 |
| 1959 | - 国民年金法制定。 | - 国際連合が児童の権利に関する宣言を採択。 - デンマーク：1959年法。ニルス・エーリック・バンク＝ミケルセンの尽力により、「ノーマライゼーション」の理念が盛り込まれた世界初の法律。 |
| 1960 | - 精神薄弱者福祉法。 - 身体障害者雇用促進法。 - 住宅地区改良法。 - 日本初のソーシャルワーカーの専門職団体の日本ソーシャルワーカー協会が設立される。 | |
| 1961 | - 精神衛生法改正。措置入院の強化拡大。措置入院患者数が1957年の4倍に急上昇。 - 国民皆保険、国民皆年金体制の確立。 | - 欧州評議会が欧州社会憲章を採択。 |
| 1962 | - 笹川良一が日本船舶振興会（のちの日本財団）を設立。 - 徳島県社会福祉協議会に善意銀行が設立される。 - 激甚災害に対処するための特別の財政援助等に関する法律。 | - アメリカ：マイケル・ハリントン『もう一つのアメリカ』。貧困の再発見。 - アメリカ：カリフォルニア大学バークレー校で障害者自立生活運動が起こる。 - フランス：ラロック委員会報告。高齢者対策として、高齢者の社会参加の推進、ホームヘルプサービス利用の一般化、社会扶助と社会保険の2本立て体制を提言。                     |
| 1963 | - 老人福祉法。特別養護老人ホームが制度化され、ホームヘルパーが「老人家庭奉仕員」として制度化された。 | |
| 1964 | - ライシャワー事件。 - 母子福祉法。福祉六法体制の確立。 - 重度精神薄弱児扶養手当法。 | - アメリカ：リンドン・ジョンソン大統領が「貧困との戦い」を宣言。 - アメリカ：1964年フードスタンプ法。低所得者への食糧費補助制度。 - 世界医師会がヘルシンキ宣言を採択。 |
| 1965 | - 精神衛生法改正。社会防衛のための精神病患者隔離を強化。 - 大阪で「ボランティア協会大阪ビューロー」が設立される。のちの大阪ボランティア協会。日本初のボランティアスクールを開講。 | - 国際連合が人種差別撤廃条約を採択。 - アメリカ：社会保障法改正。メディケアおよびメディケイド（一定条件を満たす低所得者への公的医療扶助制度）が創設される。 - アメリカ：ヘッドスタートを開始。低所得者層の児童への教育プログラム。 - イギリス：ピーター・タウンゼントとブライアン・エイベル＝スミス『貧困者と極貧者』。 |
| 1966 | - 福祉活動専門員に国家補助。 | - 国際連合が国際人権規約を採択（1976年発効）。世界人権宣言に法的拘束力が与えられる。 |
| 1967 | - 身体障害者家庭奉仕員派遣事業の創設。 - 朝日訴訟最高裁判決。憲法25条の法的性格について判示。 | - ヘレン・ハリス・パールマンが「ケースワークは死んだ」を発表。 - シシリー・ソンダースが聖クリストファー病院にホスピス病棟を開設。緩和ケアを基礎とした近代ホスピスを作る。 |
| 1968 | - 全国社会福祉協議会が「ボランティア活動を育成するために―ボランティア活動育成基本要項―」を発表。 - クラーク勧告。世界保健機関から派遣されたD. H. クラークが日本の精神医療を調査し、精神医療と精神障害者支援体制の刷新を求めた。（しかし厚生省は従わず。） | - イギリス：シーボーム報告。自治体における対人福祉サービスの強化を求める。 |
| 1969 | - 職業能力開発促進法。 - ねたきり老人家庭奉仕員事業の創設。 - 同和対策事業特別措置法。国策による同和対策事業のはじまり。 - 大和川病院事件。入院している精神障害者の劣悪な処遇が明らかになるが存続し、1980年に第二の事件、1993年に第三の事件が発覚しながら摘発・廃院に至るまで約30年を要した。 - 美濃部亮吉都政下の東京都が、低所得の70歳以上の老人医療費を無料化。 | - 米州機構が米州人権条約を採択。 - スウェーデン：ベンクト・ニィリエ『ノーマライゼーションの原理』。ノーマライゼーションの原理を広める。 |
| 1970 | - 脳性麻痺の子を母親が殺害した事件への減刑嘆願運動に対し、障害当事者の団体である青い芝の会は厳正な裁判を要求。 - 心身障害者対策基本法。 - 心身障害児家庭奉仕員派遣事業の創設。 - 高齢化率が7%を越え、高齢化社会へ突入。 - 中央社会福祉審議会が「社会福祉施設の緊急整備について」を発表。 - 大熊一夫が「ルポ・精神病棟」を朝日新聞に連載。精神病院の内情を告発。 | - イギリス：地方自治体社会サービス法。 - アメリカ：ジュディ・ヒューマンがニューヨークで障害当事者団体「行動する障害者」（DIA）を設立。 |
| 1971 | - 高年齢者雇用安定法。 - 児童手当法。 - 中央社会福祉審議会が「コミュニティ形成と社会福祉」を答申。 - 全国社会福祉協議会福祉教育研究委員会が「福祉教育の概念―福祉教育に関する中間答申」を発表。福祉教育の定義を行う。 - 福祉施設緊急整備5ヵ年計画が策定される。 | - 国際連合が「知的障害者の権利宣言」を採択。 |
| 1972 | - 脳性麻痺の障害者自立運動を描いた原一男監督映画『さようならCP』の上映運動。脳性麻痺者の「府中療育センター闘争」も発生する。 - 勤労婦人福祉法。 - 老人福祉法改正。老人医療費無料化。翌年施行。 | - アメリカ：ヴォルフェンスペルガー『ノーマリゼーション―社会福祉サービスの本質』。ノーマライゼーション概念の普及と発展。 - アメリカ：エド・ロバーツがバークレーに自立生活センター（CIL）を設立。 |
| 1973 | - 福祉元年。 - 医療保険で家族に7割給付 - 高額療養費の制度化 - 厚生年金保険の給付額を引き上げて5万円年金を実現 - 年金支給額に物価スライド制を導入 - 第1次オイルショック。高度経済成長時代の終焉。 - 淀川キリスト教病院でホスピス・ケアの提供が始まる。 - 各都道府県のボランティアセンターが国庫補助化。 | |
| 1974 | - 経済成長率が戦後初めてマイナスになる。 - 特別児童扶養手当法（重度精神薄弱児扶養手当法の改正）。 - 雇用保険法。失業保険法に代わるもの。 - 甲山事件。知的障害児入所施設で発生した死亡事故が職員による殺人とされ、無罪確定まで25年を要した冤罪事件。 - 米津知子によるモナ・リザスプレー事件が起きる。 | - アメリカ：補足的保障所得（SSI）実施。 |
| 1975 | - 国庫補助による「社会奉仕活動育成事業」が始まる。 - 全国社会福祉協議会に中央ボランティアセンターが設立される。 - 朝日新聞が社説「行き詰まった東京都の財政」を掲載。人件費と先導的福祉行政予算の乱費により財政危機を招いたと批判。革新自治体の行う先導的福祉に対し、批判が強まる（福祉見直し論）。 | - 国際連合が「障害者の権利宣言」を採択。 |
| 1976 | - 身体障害者雇用促進法改正。身体障害者の雇用を一定規模以上の事業主に義務づける。 | |
| 1977 | - 青い芝の会が「川崎バス闘争」を行う。車椅子を利用する障害者が路線バスで乗車を拒否されることへの抗議として、集団で乗車し選挙することで運行を妨害。 - 国庫補助による「学童・生徒のボランティア活動普及事業」（「ボランティア協力校」制度）が始まる。 | |
| 1978 | | - 世界保健機関がアルマ・アタ宣言を採択。 - イギリス：ウルフェンデン報告。福祉多元主義を提起。 - イタリア：バザリア法。世界初の精神科病院廃絶法。 |
| 1979 | - 日本が国際人権規約を批准。 - 障害児の養護学校への就学を義務化。 - 「新経済社会7カ年計画」を閣議決定。個人の自助努力や家庭・地域での相互扶助を基礎とした「日本型福祉社会の実現」を謳った。 - 全国社会福祉協議会が『在宅福祉サービスの戦略』を刊行。 | - 国際連合、国際児童年。 - 国際連合が女子差別撤廃条約を採択。 - イギリス：マーガレット・サッチャー政権の新自由主義政策（サッチャリズム）。 - イギリス：ピーター・タウンゼント『英国における貧困』。「相対的剥奪」概念を提示。                                                                                           |
| 1980 | - 100を超える障がい者団体やその関係者が1「国際障害者年日本推進協議会」（後の日本障害者協議会）が結成された。 | - 世界保健機関が国際障害分類（ICIDH）を採択。 - ハーグ国際私法会議が国際的な子の奪取の民事上の側面に関する条約（ハーグ条約）を採択。 - スウェーデン：社会サービス法。ノーマライゼーションの理念を基に社会福祉制度を再構築。                                                                                             |
| 1981 | - 第二次臨時行政調査会設置。「増税なき財政再建」を掲げる。 - 母子及び寡婦福祉法（母子福祉法から改正）。 | - 国際連合、国際障害者年。「完全参加と平等」をスローガンとする。ノーマライゼーションの理念の普及。 - 経済協力開発機構（OECD）が『福祉国家の危機』を発表。 - アフリカ統一機構が人及び人民の権利に関するアフリカ憲章を採択。 - 世界医師会が患者の権利宣言（リスボン宣言）を採択。                                         |
| 1982 | - 老人保健法。老人医療を社会保険化・有料化。 - 堀木訴訟最高裁判決。障害福祉年金と児童扶養手当の併給禁止は合憲とされた。 - 地域改善対策特別措置法。同和対策から名称変更。 - 「障害者対策に関する長期計画」（1983年度-1992年度）が策定される。 | - イギリス：バークレー報告。コミュニティ・ソーシャルワークの推進を提言。 - 国際連合、「障害者に関する世界行動計画」を決議。 |
| 1983 | - 社会福祉事業法改正により、市町村と特別区の社会福祉協議会が法制化される。 | - 国際連合、障害者の十年。 |
| 1984 | - 宇都宮病院事件。人権を軽視した劣悪な患者処遇が国際的に問題視される。 - 健康保険法改正。被保険者本人の医療費に1割自己負担を課す。 - 退職者医療制度創設。特定療養費制度創設。 - 全国社会福祉協議会『地域福祉計画―理論と方法』を刊行。 | |
| 1985 | - 男女雇用機会均等法（勤労婦人福祉法から改正）。 - 日本が女子差別撤廃条約を批准。 - 年金制度改正。 - 基礎年金の創設。民間サラリーマン等の妻（専業主婦）にも国民年金への加入を義務付け、基礎年金を保証。 - 障害基礎年金の創設。 - 医療法改正。医療計画の導入。 - 労働者派遣法。 - 福祉のまちづくり事業（ボラントピア事業）が始まり、社会福祉協議会へのボランティアセンターの設置が推進される。 | |
| 1986 | - 老人保健法改正。老人保健施設を創設。 - DPI女性障害者ネットワークが設立された。 | |
| 1987 | - 精神保健法（精神衛生法から改正）。宇都宮病院事件を受けたもの。 - 社会福祉士及び介護福祉士法。 - 障害者の雇用の促進等に関する法律（身体障害者雇用促進法から改正）。知的障害者も対象になる。 | |
| 1988 | - 福祉関係三審議会合同企画分科会が「今後の社会福祉のあり方について」を答申。市町村の役割重視、在宅福祉の充実、民間福祉サービスの健全育成など、6つの基本的な考え方を示した。 - 重度障害者の当事者組合の全国公的介護保障要求者組合が結成された。 | - イギリス：グリフィス報告。 |
| 1989 | - 高齢者保健福祉推進十か年戦略（ゴールドプラン）。 - 文部省が学習指導要領を改訂。クラブ活動に「奉仕的な活動」が盛り込まれる。 | - 国際連合が子供の権利条約を採択。 |
| 1990 | - 社会福祉関係八法の改正。在宅福祉サービスの推進、福祉サービスの市町村への一元化、市町村と都道府県の老人保健福祉計画策定義務化が行われる。 - 社会福祉事業法改正により、指定都市の区の社会福祉協議会が法制化される。 - 1989年の合計特殊出生率が1966年の丙午の数値1.58を下回る1.57であることが明らかになり、少子化が社会問題として意識されるようになった（1.57ショック）。 - 守山荘病院事件。措置入院中の精神障害者が元大臣を刺した。 | - アメリカ：障害を持つアメリカ人法（ADA）。 - イギリス：国民保健サービスおよびコミュニティケア法。コミュニティケア改革の実施。医療の民営化、ケアマネジメントの徹底化。 - エスピン＝アンデルセン『福祉資本主義の三つの世界』。福祉レジーム論を提起。                                                                     |
| 1991 | - 育児休業法。 - 「家庭奉仕員」が「ホームヘルパー」に改称し、級別養成研修制度が導入される。 - ふれあいのまちづくり事業が始まる。 福祉のまちづくり事業（ボラントピア事業）は終息。 - バブル経済崩壊。「失われた20年」の始まり。 - 北島行徳が障害者プロレスの団体「ドッグレッグス」を旗揚げして代表に就任。 | |
| 1992 | - 「障害者対策に関する新長期計画」（1993年度 - 2002年度）が策定される。 | - スウェーデン：エーデル改革。地方分権化、在宅介護・在宅福祉化、医療費・高齢者福祉費の削減を図る。 |
| 1993 | - 障害者基本法（心身障害者対策基本法からの改正）。日本において精神障害者が初めて福祉の対象として明確に位置付けられた。 - 大和川病院事件（第三次）。 - 就職氷河期（1993年?2005年）。 | - 国際連合、アジア太平洋障害者の10年。 - 欧州委員会「グリーンペーパー：欧州社会政策：EUの選択肢」。雇用を通じた社会的統合の必要性を提言。 - 欧州理事会に「成長、競争力および雇用に関する白書―21世紀への挑戦と方途」（ドロール白書）が提出される。失業給付から積極的雇用政策への転換を提言。                             |
| 1994 | - エンゼルプラン。 - 新ゴールドプラン。 - ハートビル法。 - 高年齢者雇用安定法改正。60歳定年を義務化。 - 日本が子供の権利条約を批准。 - 地域保健法（保健所法からの改正）。1997年から全面施行。 - 人口に占める65歳以上の割合が14.5%を越え、高齢社会に突入。 | - ドイツ：介護保険法制定。翌年施行。 - 欧州委員会「欧州社会政策：EUの進路 - 白書」。 |
| 1995 | - 阪神・淡路大震災。 - 精神保健福祉法（精神保健法から改正）。 - 高齢社会対策基本法。 - ホームヘルパー養成研修が訪問介護員養成研修へ。 - 「障害者プラン?ノーマライゼーション7か年戦略?」が策定される。 | |
| 1996 | - 母体保護法（優生保護法から改正）。 - らい予防法廃止。 - 恩寵園事件。児童養護施設における虐待事件。 | - アメリカ：個人責任及び就労機会調整法。「福祉から就労へ」の福祉改革として要扶養児童家庭扶助（AFDC）が廃止され、代わって貧困家庭一時扶助（TANF）が創設された。 |
| 1997 | - 精神保健福祉士法。 - 介護保険法制定。 - 障害者雇用促進法改正。知的障害者の雇用を一定規模以上の事業主に義務付ける。 - 教員免許特例法。小中学校教員免許の取得に際して介護体験を義務付ける。 - 安田系列3病院（大和川病院・安田病院・円生病院）摘発・廃院。 | - 欧州連合がアムステルダム条約に調印。 |
| 1998 | - NPO法。 - 被災者生活再建支援法。 - 知的障害者福祉法（精神薄弱者福祉法から名称変更）。 | - イギリス：アンソニー・ギデンズ『第三の道』。 |
| 1999 | - 地域福祉権利擁護事業が始まる。 - 社会福祉構造改革分科会が「社会福祉基礎構造改革について（中間まとめ）」を公表。 - 成年後見制度制定。翌2000年、介護保険制度と併せて施行。 - 労働者派遣法改正。製造業への派遣を除き、労働者派遣事業の原則自由化。 - 児童買春・児童ポルノ禁止法。 - 高等学校学習指導要領改訂。新教科「福祉」が創設される。 - ゴールドプラン21（2000年度?2004年度）。 - 新エンゼルプラン（2000年度?2004年度）。 | - 国際連合、国際高齢者年。 |
| 2000 | - 社会福祉構造改革の実施。社会福祉制度を措置制度から契約制度に、応能負担から応益負担に転換。民間企業を含む多様なサービス提供主体の参入を推進。 - 介護保険制度施行。 - 社会福祉法（社会福祉事業法から改正）。 - 地方分権一括法施行。機関委任事務廃止。 - 交通バリアフリー法。 - 児童虐待防止法。 | - イギリス：ケア基準法。介護サービスの質の確保を企図。 |

## 21世紀
| 年         | 日本 | 日本国外 |  |
| ---------- | --- | --- |  |
| 2001       | - 高齢者の居住の安定確保に関する法律。 - DV防止法。 - らい予防法違憲国家賠償訴訟でハンセン病患者隔離政策に違憲判決。国は控訴を断念し患者に謝罪。 - ハンセン病補償法。 - 待機児童ゼロ作戦が閣議決定される。 - 大阪教育大学附属池田小学校児童殺傷事件。触法精神障害者の処遇が問題視される。 | - 世界保健機関が国際生活機能分類（ICF）を採択。 - スウェーデン：高齢者生計援助法。 |  |
| 2002       | - 身体障害者補助犬法。 - ホームレス自立支援法。 - 法の失効により国策としての同和対策事業が終焉を迎える。 - 「障害者基本計画」（2003年度?2012年度）、「重点施策実施5か年計画（新障害者プラン）」が策定される。 - 少子化対策プラスワンが発表される。 | - イギリス：国家第二年金。 - スウェーデン：新社会サービス法。 |  |
| 2003       | - 支援費制度施行。身体障害者・知的障害者に対する福祉サービスが措置制度から契約制度に移行したもので、サービスの受給費用を市町村が支援費として利用者に支給した。精神障害者や高次機能障害等を持つ者は制度の対象外。 - 少子化社会対策基本法。 - 次世代育成支援対策推進法。 - 医療観察法。触法精神障害者に対する医療観察制度を創設。 - 厚生労働省の私的研究会である高齢者介護研究会が「2015年の高齢者介護――高齢者の介護を支えるケアの確立について――」を報告。 - 労働者派遣法改正（2004年施行）。派遣可能期間を3年に延長。製造業への労働者派遣が解禁される。                                                                                        | - ドイツ：ハルツ改革。労働法制の改革。 |  |
| 2004       | - 発達障害者支援法。 - 高年齢者雇用安定法改正。65歳までの雇用確保措置を義務化。 - 障害者基本法改正。都道府県と市町村に障害者計画の策定を義務化。 - 特定障害者に対する特別障害給付金の支給に関する法律。 - 少子化対策大綱。 - 児童虐待防止法改正。児童虐待の定義の見直し、通告義務の拡大、警察への援助要請、面会・通信制限規定の整備、要保護児童対策地域協議会の設置など。 - 日本の障害者団体のナショナルセンターとして、日本障害フォーラムが設立される。 | |  |
| 2005       | - 介護保険法改正。介護予防重視。居住費（住居費・光熱費）・食費の自己負担化。 - 障害者自立支援法。障害者に対する福祉サービスを一元化。支援費制度を撤廃し、サービスの利用に際し利用者に応益負担（原則1割）を課す。2006年4月1日より施行。 - 高齢者虐待防止法。 - 2005年医療制度改革大綱。 | |  |
| 2006       | - 安倍晋三内閣官房長官が「再チャレンジ推進会議」を設置。首相就任後、内閣府特命担当大臣（再チャレンジ担当）を設置。 - 労働ビッグバンが提唱される。 - 学校教育法改正。「特殊学級」を「特別支援学級」に改称。障害児に教育を行う学校種を「特別支援学校」に統一。 - 高齢者の医療の確保に関する法律（老人保健法から改正）。医療制度改革により高齢者医療制度の大幅な見直しを図る。2008年施行。 - 認定こども園法。認定こども園を創設。 - バリアフリー新法。 - 障害者雇用促進法改正。精神障害者も法の対象になる。 - 山本譲司『累犯障害者』。受刑者に障害者が多く存在し、刑務所出所後も福祉の手が及ばず刑務所がセーフティネットとなっている状況を告発。 | - 国際連合が障害者権利条約を採択。 - 欧州委員会「グリーンペーパー - 21世紀の課題に対処するために労働法を現代化する」。 非正規雇用の増大によって労働市場が分断されている状況に対してなされるべき労働法改革の論点を提起。 |  |
| 2007       | - 年金記録問題が明らかになる。 - 労働契約法。 - 更生保護法。 - 児童虐待防止法改正。都道府県知事による保護者に対する接近禁止命令制度の創設、児童相談所による強制立ち入り調査が可能になるなど。 - 児童福祉法の改正。児童虐待防止対策の強化など。 - 地域福祉権利擁護事業が日常生活自立支援事業になる。 - 障害者基本計画の後期に向けて、新たな「重点施策実施5か年計画」が策定される。 | |  |
| 2008       | - 新待機児童ゼロ作戦が発表される。 - 後期高齢者医療制度開始。 - 閣議決定により社会保障国民会議が設置される。 - 派遣切り問題。 - 日比谷公園に「年越し派遣村」が設置される。 | - リーマン・ショック。世界同時不況。 |  |
| 2009       | - ハンセン病問題基本法。 | |  |
| 2010       | - 日本年金機構が発足。社会保険庁は廃止。 - 子ども手当制度施行。 - 子供・子育てビジョン。少子化社会対策基本法に基づく大綱。 | - アメリカ：医療保険改革法（オバマケア）。 - ユーロ危機。 |  |
| 2011       | - 東日本大震災。 - 高齢者の居住の安定確保に関する法律の改正。高齢者円滑入居賃貸住宅（高円賃）と高齢者専用賃貸住宅（高専賃）を廃止し、サービス付き高齢者向け住宅を創設。 - 職業訓練の実施等による特定求職者の就職の支援に関する法律。求職者支援制度の開始。雇用保険を受給できない求職者が対象。 - 障害者虐待防止法。 - 民法改正。親権の一時停止制度を創設。未成年後見制度を見直し。 | |  |
| 2012       | - 障害者総合支援法（障害者自立支援法からの改正）。2013年4月1日より施行。 - 国民年金法等改正。2016年10月からパートタイマーへの厚生年金の適用を拡大することが決定。 - 子ども・被災者支援法。 - 子ども・子育て支援法。 - 芸能人親族生活保護受給騒動。生活保護バッシングが過熱。 | |  |
| 2013       | - 子ども手当の名称が児童手当に戻る。 - 日本が国際的な子の奪取の民事上の側面に関する条約（ハーグ条約）を批准。 - 障害者差別解消法。 - 障害者雇用促進法改正。本法において発達障害が精神障害に含まれることを明確化。 - 日本が障害者権利条約を批准。 - 訪問介護員養成研修が介護職員初任者研修へ移行。 - 生活困窮者自立支援法。生活困窮者自立促進支援制度を創設（2015年4月1日より施行）。 | |  |
| 2014       | - 過労死等防止対策推進法。 - 認定社会福祉士制度開始。 - 刑務所に福祉専門官として常勤の社会福祉士等の配置が始まる。 - 「子供の貧困対策に関する大綱」。 - 母子及び父子並びに寡婦福祉法（母子及び寡婦福祉法から改正）。 | |  |
| 2015       | - 介護保険法改正 - 予防給付サービス（訪問介護、通所介護）の介護予防・日常生活支援総合事業への移行開始（2018年3月31日まで） - 認定介護福祉士制度開始 | |  |
| 2016       | | |  |
| 2017～2022 | - 小田原ジャンパー事件。ケースワーカーによる生活保護受給者への威圧的な態度が社会問題に。 - 社会福祉法改正。 - 技能実習制度改正（2017年11月1日）同日、介護職種取扱開始。 - 2019年6月、地域共生社会推進に向けての福祉専門職支援議員連盟が設立された。 - 2019年7月、第25回参議院議員通常選挙において、3名の車椅子ユーザーの国会議員が誕生した。脊髄損傷者の横沢高徳（無所属・野党統一候補）、脳性マヒ者の木村英子（れいわ新選組）、ALS患者の舩後靖彦（れいわ新選組）。木村は養護学校を卒業した初の国会議員である。 | |  |